# Combate do Côa
O Combate do Rio Côa (24 de Julho de 1810) ocorreu no início da Terceira Invasão Francesa, no âmbito da Guerra Peninsular (1807-1814). Trata-se do primeiro combate travado durante aquela invasão. As forças aliadas comandadas pelo Brigadeiro-General Robert Craufurd foram obrigadas a retirar perante o avanço do 6.º Corpo de Exército (VI CE) do Marechal Michel Ney que se deteve na margem Leste do Rio Côa a fim de pôr cerco à Praça-forte de Almeida.

## Antecedentes
Apesar de Napoleão Bonaparte reinar sobre quase toda a Europa, continuavam a existir dois focos de resistência à expansão francesa: as Ilhas Britânicas e a Península Ibérica, especialmente o Reino de Portugal que tinha já sido objecto de duas tentativas de domínio por parte dos Franceses. A Primeira Invasão Francesa de Portugal teve início em 1807 sob o comando de Junot e a intervenção britânica, após a eclosão das revoltas, primeiro em Espanha, depois em Portugal, determinou a expulsão das tropas francesas no ano seguinte. Em 1809 deu-se a Segunda Invasão Francesa, sob o comando de Soult, que culminou com a ocupação do Porto. Novamente a intervenção das tropas britânicas, agora mais bem apoiadas pelos regimentos portugueses já reorganizados ou em fase de reorganização sob o comando de William Carr Beresford, obrigaram a uma retirada, dramática, do exército francês.
Napoleão concentrou forças na Península Ibérica, ordenou a organização do chamado "Exército de Portugal" e para o comandar nomeou, em 17 de Abril de 1810, o Marechal André Massena, um dos seus generais favoritos. Massena assumiu o comando no dia 28 de Maio, em Salamanca, quando a campanha já tinha começado. A rota a seguir era Ciudad Rodrigo – Almeida – Coimbra – Lisboa e isto significava que só depois de Ciudad Rodrigo ter sido tomada o exército francês podia avançar para Almeida. Ciudad Rodrigo, a cerca de 30 km da fronteira portuguesa, capitulou a 10 de Julho de 1810. Massena devia agora preocupar-se com a praça de Almeida pois só depois de estar na posse desta fortaleza podia avançar com segurança em direcção a Coimbra.
Wellington não queria travar uma batalha decisiva nos terrenos planos do território espanhol em que se movimentavam as tropas de Massena pois não podia arriscar, numa batalha, perder o exército anglo-luso. Escolheu por isso manter-se nas regiões mais montanhosas, em Portugal, onde lhe era mais fácil retardar e flagelar o inimigo, causando-lhe baixas com a consequente redução dos efectivos disponíveis e afectando-lhe negativamente o moral das tropas, mas também, onde os franceses teriam mais dificuldade em utilizar a sua cavalaria e artilharia, armas em que eram nitidamente mais fortes do que as forças anglo-lusas. Por outro lado, Wellington conservou o seu exército afastado da fronteira com o objectivo de manter flexibilidade para se movimentar em qualquer direcção e não ser surpreendido por um ataque de surpresa das forças francesas. Posicionou as suas forças para Oeste do rio Côa pois as pontes e vaus não eram abundantes e não desejava ver-se encurralado com aquele obstáculo à retaguarda. Assim, destacou a Divisão Ligeira de Craufurd para, junto à fronteira com Espanha, vigiar os movimentos do exército de Massena.

## As forças em presença
A Divisão Ligeira (Light Division em Inglês) era comandada pelo Brigadeiro-General Robert Craufurd e, com as unidades que lhe foram adicionalmente atribuídas para esta missão, tinha um efectivo de aproximadamente 5 750 homens sendo constituída por:

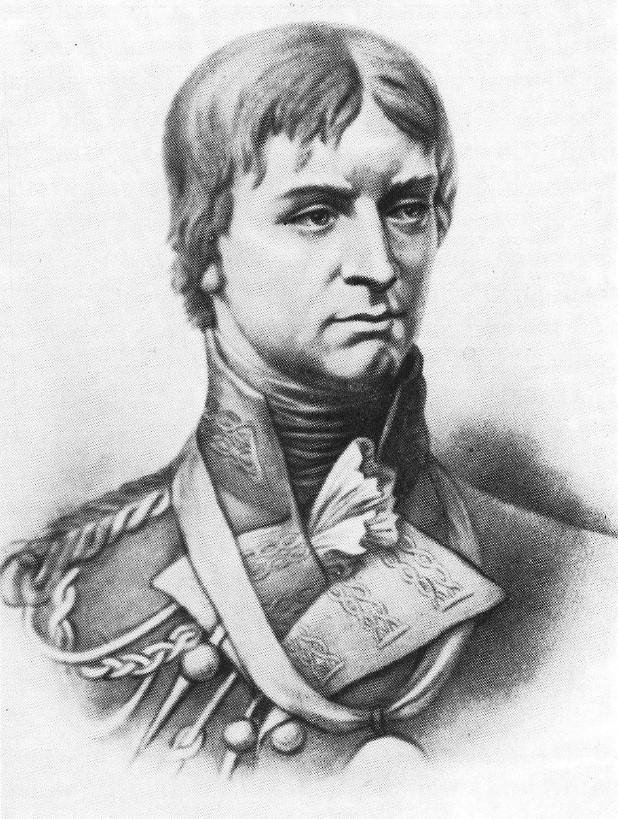
Major-General Robert Carufurd, comandante da Divisão Ligeira do Exército de Wellington.

- 43rd Foot (43.º Regimento de Infantaria de Linha) com 973 homens;
- 52nd Foot com 997 homens;
- 95th Rifles[7] com 895 homens;
- Um corpo de cavalaria formado pelo 1st Hussars KGL[8] e os 14.º e 16.º Regimentos de Dragões Ligeiros, com um total de 1 343 homens;
- Uma bateria de artilharia a cavalo.

As tropas francesas que tiveram intervenção neste combate pertenciam ao VI CE do General Michel Ney e englobavam duas brigadas de cavalaria e a 3.ª Divisão de Infantaria que seguia na dianteira do grosso das forças. Ao todo eram cerca de 9 800 homens e estavam organizadas da seguinte forma:
- Brigada de Cavalaria, do General Lamotte, atribuída ao VI CE, com um total de 1 680 homens e constituída pelos 3.º Regimento de Hussares e 15.º Regimento de Caçadores a cavalo.[10]
- Brigada de Cavalaria, do General Claude Gardenne, da Reserva de Cavalaria de l'Armée du Portugal, com um total de 1.426 homens e constituída pelos 15.º e 25.º Regimentos de Dragões[11]
- 3.ª Divisão de Infantaria, do General Louis Henri Loison, do VI CE, com um total de 6 826 homens e organizada da seguinte forma:

→ Brigada Simon, constituída pelo 26.º Regimento de Infantaria de Linha (3 batalhões – 1 625 homens), Légion du Midi (564 homens) e Légion Hanovrienne (2 batalhões – 1 158);
→ Brigada Ferey, constituída pelo 32.º Regimento de Infantaria Ligeira (1 batalhão – 413 homens), pelo 66.º Regimento de Infantaria de Linha (3 batalhões – 1 830 homens) e pelo 82.º Regimento de Infantaria de Linha (2 batalhões – 1 236 homens).

## O combate
A Divisão Ligeira de Craufurd tinha-se mantido nas últimas semanas entre a fronteira portuguesa e Ciudad Rodrigo. O seu objectivo era vigiar e flagelar o inimigo sem nunca se empenhar num combate. Ciudad Rodrigo rendeu-se a 9 de Julho de 1810 e os franceses começaram a voltar as suas atenções para a fronteira portuguesa. No dia 21 de Junho Ney fez avançar a 3.ª Divisão de Loison e a cavalaria que estava atribuída ao VI CE. Craufurd retirou as suas tropas para a região de Almeida. Wellington tinha-lhe dado ordens para passar para a margem ocidental do Rio Côa se os franceses se aproximassem com uma força tão forte que pudesse pôr em perigo a Divisão Ligeira. Antes de entrar em Portugal, Craufurd fez explodir o forte espanhol de La Concepcion para que os franceses não pudessem utilizá-lo de alguma forma.

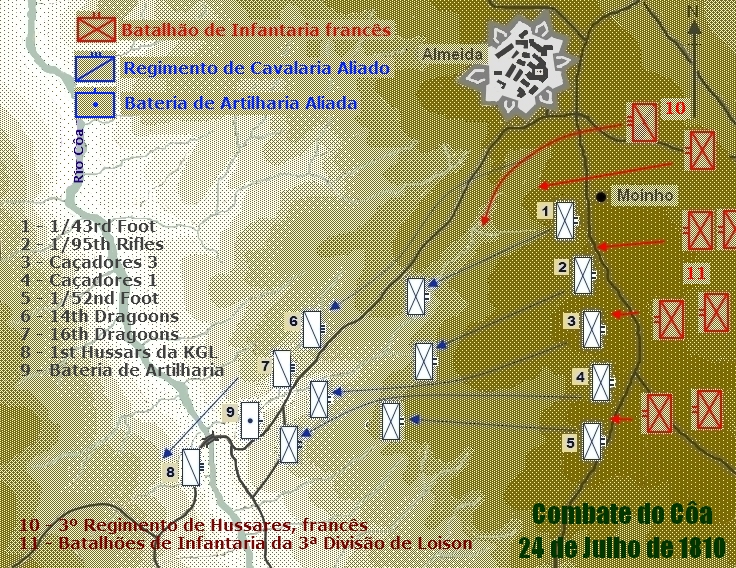
Disposição das força de infantaria e movimentos de retirada.

Craufurd concentrou a sua infantaria em Junça, uma aldeia a cerca de 6 km das portas de Almeida. A sua cavalaria foi enviada para a frente a fim de efectuar reconhecimentos mais próximos dos franceses. O avanço francês, sempre marcado por escaramuças com a cavalaria britânica, parou em Vale da Mula, 6,5 km a Sudeste de Almeida. A cerca de 5Km para ocidente ficava Junça.
A praça de Almeida está situada a pouco mais de 3 km do Rio Côa. Sobre este existe uma ponte estreita a que se acede, a partir de Almeida, por uma estrada que, no terreno mais íngreme perto do rio, tem um traçado com uma curva apertada que pode dificultar a circulação. O rio corre num leito profundo e de acessos muito difíceis. Constitui um obstáculo difícil de transpor. Da praça de Almeida não se consegue avistar, nem se conseguia bater com o fogo de artilharia, a ponte ou o troço da estrada no terreno mais íngreme. Almeida situa-se portanto no extremo de um planalto que se estende para Este até ao Rio Águeda. O terreno na zona de Almeida é muito rochoso e a paisagem estava cortada por numerosos muros de pedra.
Se Craufurd decidisse combater nas posições a Leste do rio teria, desta forma, um importante obstáculo à retaguarda que lhe iria dificultar a retirada quando aparecessem forças superiores contra as quais não se deveria empenhar. A sua acção a Leste do rio Côa, no entanto era inestimável pois permitia ganhar tempo que era importante para a continuação do reabastecimento da praça para a qual se previa um cerco prolongado. O ataque, no entanto, foi mais forte do que o esperado. Quando a cavalaria francesa que seguia à frente, no dia 24 de Julho de manhã cedo, pôs em fuga as patrulhas da cavalaria britânica e os postos avançados lançados pelo 95th Rifles e se ouviram os tiros das carabinas e espingardas, os cinco batalhões de infantaria da Divisão Ligeira ocuparam rapidamente as posições de combate. Formaram uma linha que apoiava o seu flanco esquerdo na zona de um moinho existente nos terrenos mais elevados a Sudeste de Almeida, a cerca de 600 metros das muralhas e se estendia para Sul ao longo da estrada para Junça. A artilharia de Almeida proporcionava protecção à ala esquerda do dispositivo anglo-luso.
Cerca de uma hora após terem ocupado as posições de combate, os três batalhões britânicos e dois batalhões de caçadores portugueses foram atacados em força pela Infantaria de Loison, treze batalhões que, apesar da esmagadora superioridade numérica foram detidos no primeiro assalto. Mas de repente, o 3.º Regimento de Hussares carregou ao longo do intervalo entre as muralhas de Almeida e o extremo da ala esquerda de Craufurd. Nesta acção, apesar do fogo da artilharia na praça de Almeida, a companhia de O'Hare do 95th Rifles foi praticamente aniquilada pois sofreu 12 mortos ou feridos e 45 prisioneiros, isto num total de 67 homens. Craufurd deu imediatamente ordens para a retirada.
A cavalaria e a artilharia receberam ordens para se dirigirem de imediato para a ponte e passarem para a margem ocidental. Em seguida foi dada a mesma ordem aos dois Batalhões de Caçadores. Os restantes batalhões, britânicos, deviam retardar o avanço inimigo, tanto quanto possível. Esta acção tornava-se tanto mais difícil de executar quanto mais próximo se encontrava o inimigo e quanto mais pressão exercia. As dificuldades em movimentar os carros da artilharia provocaram um congestionamento na ponte e obrigaram os batalhões britânicos a empenharem-se de forma muito intensa para conseguirem passar também a ponte. Foi necessário, aliás, lançar um contra-ataque que surpreendeu as forças francesas para socorrer cinco companhias do 52nd Foot que tinham ficado para trás.
As forças anglo-lusas atravessaram a ponte e perderam 333 homens, sendo 36 mortos, 214 feridos e 83 desaparecidos, provavelmente capturados pelos franceses. Assim que atravessaram a ponte, os Caçadores foram colocados em posição para apoiarem a retirada dos batalhões britânicos e enfrentarem qualquer tentativa por parte dos franceses de tentarem passar igualmente o rio Côa. Na verdade, Ney realizou três tentativas de se apoderar da ponte mas foram infrutíferas e custaram pesadas baixas. É difícil saber exactamente quais as baixas sofridas pelas tropas francesas porque os relatórios nem sempre correspondiam à verdade e procurava-se dar a conhecer números sempre favoráveis. Ney menciona 530 baixas francesas, feridos e mortos. Numa das tentativas que foram feitas para se apoderar da ponte, utilizando uma unidade de elite com pouco mais de 300 homens — os Chasseurs de Siège, formados pelos melhores atiradores de todos os regimentos do VI CE — sofreram 90 mortos e 147 feridos na tentativa de se apoderarem da ponte. Da análise de diversos autores conclui-se que os franceses tiveram 7 oficiais mortos e 17 feridos, 110 praças (soldados ou sargentos) mortos e 397 feridos.
Craufurd conseguiu salvar a sua Divisão Ligeira da situação difícil em que se tinha encontrado. Realizou uma acção retardadora com sucesso que podieria ter tido consequências muito más porque Craufurd demorou muito a dar a ordem de retirada. O planalto onde se encontrava a praça de Almeida estava agora na posse de Massena. Esperava-se que o cerco de Almeida fosse o mais demorado possível para que se criassem maiores dificuldades logísticas aos franceses, com a correspondente desmoralização das tropas, mas também para que se aprontassem o melhor possível as Linhas de Torres Vedras.